# Мар'янівка (Новоархангельська селищна громада)
Мар'я́нівка (в минулому — Василівка) — село в Україні, у Новоархангельській громаді Голованівського району Кіровоградської області. Населення — 247 осіб.

## Історія
1859 року у власницькому містечку і єврейській колонії Мар'янівка (Василівка) Єлисаветградського повіту Херсонської губернії, мешкало 779 осіб (386 чоловічої статі та 393 — жіночої), налічувалось 123 дворових господарства, існували православний молитовний будинок й єврейський молитовний будинок.
Станом на 1886 рік у колишньому власницькому містечку Серезліївської волості мешкало 285 осіб, налічувалось 43 дворових господарства, існували єврейський молитовний будинок, 17 лавок, постоялий двір, відбувались торжки.

## Населення
Згідно з переписом УРСР 1989 року чисельність наявного населення села становила 251 особа, з яких 110 чоловіків та 141 жінка.
За переписом населення України 2001 року в селі мешкало 247 осіб.

### Мова
Розподіл населення за рідною мовою за даними перепису 2001 року:
| Мова       | Відсоток |
| ---------- | -------- |
| українська | 97,57 %  |
| російська  | 1,21 %   |
| молдовська | 0,81 %   |
| інші       | 0,41 %   |

## Особистості

### Поховані
- Гбур Ігор Миколайович (23.12.1983 - 15.12.2015) - солдат 72 ОМБр, учасник російсько-української війни